# Diana Nyad
Diana Nyad /ˈnaɪˌæd/ (sinh ngày 22 tháng 8 năm 1949), là tác giả, nhà báo, diễn giả, và vận động viên bơi đường trường phá kỷ lục thế giới. Năm 2013, ở tuổi 64, bà là người đầu tiên bơi từ Cuba đến Florida mà không sử dụng lồng bảo vệ chống cá mập hoặc chân nhái; điểm xuất phát: La Habana, nơi đến: Key West, vượt qua khoảng cách 177 km trong 53 tiếng. Nyad từng được xếp hạng 30 trong danh sách nữ vận động viên môn squash ở Hoa Kỳ.

## Thiếu thời
Nyad chào đời tại Thành phố New York ngày 22 tháng 8 năm 1949, là con của William Sneed, người mua bán chứng khoán, với vợ là Lucy Curtis. Cha mất khi cô mới lên ba, mẹ cô tái hôn với Aristotle Nyad, người Hi Lạp buôn bán bất động sản, Nyad nhận Diana làm con.
Gia đình dời đến sống ở Fort Lauderdale, Florida. Cô bé lớn lên và luyện tập bơi cách nghiêm túc khi vào lớp bảy. Cô vào học trường tư thục Pine Crest School vào giữa thập niên 1960, và học bơi dưới sự hướng dẫn của Jack Nelson, từng là vận động viên Olympic và có tên trong Sảnh Vinh danh. Cô đoạt ba chức vô địch của bang Florida cho giải vô địch học sinh trung học trong môn bơi ngửa 100 và 200 yard (91 và 183m). Trong khi mơ được dự tranh giải Olympic mùa hè 1968, cô bị mắc bệnh viêm màng tim, nằm trên giường bệnh trong ba tháng, sau đó phải làm lại từ đầu vì đã đánh mất tốc độ thi đấu.
Sau khi tốt nghiệp Trường Pine Crest năm 1967, cô theo học tại Đại học Emory, nhưng lại bị đuổi học do nhảy dù từ tầng bốn của ký túc xá. Cô vào học tại Đại học Lake Forest, chơi quần vợt cho đội Forester và luyện tập bơi. Buck Dawson, giám đốc Sảnh Vinh danh Bơi lội Quốc tế ở Florida, quan tâm giới thiệu với cô môn bơi đường trường. Nyad khởi sự luyện tập tại Trại Ak-O-Mak của Dawson ở Ontario, Canada. Năm 1973, Nyad tốt nghiệp Đại học Lake Forest chuyên ngành Anh và Pháp ngữ, rồi trở lại nam Florida để tiếp tục luyện tập với Dawson.
Nyad được giới thiệu vào Sảnh Vinh danh Thể thao nữ Quốc gia Hoa Kỳ năm 1986, và Sảnh Vinh danh Bơi lội Quốc tế năm 2003.

## Sự nghiệp
Nyad là tác giả của ba cuốn sách, Other Shores (Random House: tháng 9 năm 1987) viết về cuộc đời của bà với môn bơi đường trường, Basic Training for Women (Harmony Books: 1981), và một quyển tiểu sử viết trong năm 1999 Boss of Me: The Keyshawn Johnson Story. Bà cũng viết bài cho tờ New York Times, và tạp chí Newsweek.
Từ năm 2006, bà thực hiện những buổi nói chuyện về động lực sống thông qua công ty diễn thuyết Gold Star, bà được trả từ 10 000 đến 15 000 USD cho mỗi lần diễn thuyết. Bà cũng tham gia Đài Phát thanh Quốc gia (NPR) trong chương trình All Things considered (phát sóng vào thứ Năm) cũng như làm bình luận viên "business of sport" cho chương trình phát thanh Marketplace của American Media. Bà đóng góp thường xuyên cho chương trình Sunday Morning của đài truyền hình CBS.
Nyad miêu tả bơi đường trường là "môn thể thao đơn độc nhất thế giới". Còn trong cuốn tự truyện năm 1978, bà gọi bơi đường trường là mặt trận sinh tồn chống lại một kẻ thù tàn bạo – biển cả - mà sự chiến thắng khả dĩ duy nhất là "chạm đến bờ bên kia." 

### Bị lạm dụng tình dục
Diana Nyad nói, một trong những yếu tố làm bà quyết tâm trong khi bơi là sự giận dữ và ước muốn được vượt qua những gì bà trải qua khi bị người cha ghẻ lạm dụng tình dục. Sau đó, bà cũng bị lạm dụng bởi huấn luyện viên bơi lội của bà. Khi Nyad xuất hiện trong một chương trình trò chuyện "People Are Talking" có một chú thích ở dưới tên bà "bị hiếp dâm bởi huấn luyện viên". Trong một cuộc phỏng vấn bà vào năm 1989, Nyad vẫn còn rất tức giận vì đã bị huấn luyện viên cũ Jack Nelson lạm dụng, mà bắt đầu khi bà mới có 14 tuổi. Vào năm 2003, Nyad một lần nữa nói về việc lạm dụng của Nelson trong bài nói chuyện khi tên bà được đưa vào Đại sảnh Vinh danh Bơi lội Quốc tế (International Swimming Hall of Fame). Một số các thiếu nữ khác cũng cáo buộc Nelson tội lạm dụng tình dục.

Việc các thiếu nữ bị lạm dụng tình dục trong thể thao, nhất là trong môn bơi lội, thì rất nhiều hơn là đã được tiết lộ trong vụ Jerry Sandusky tại Penn State University. Một buộc tội cho là số thiếu nữ bị lạm dụng bởi huấn luyện viên bơi lội mà bị cấm suốt đời là 36. Dường như nó quan trọng đối với Nyad, thừa nhận những gì đã trải qua để vượt qua để chịu đựng và chiến thắng sự bất hạnh. "Bà nói về nó khi bà có cơ hội, có nghĩa là khi bà nói chuyện với một nhóm người. Bà không lo sợ. Bà không xấu hổ. Nó quan trọng đối với bà, là mọi người nên biết những gì đã xảy ra, vì lợi ích cho những người đã phải trải qua, và để ngăn ngừa nhờ đã biết đến."

## Bơi đường trường
Suốt hai ngày trong năm 1979, Nyad bơi từ Bimini, một chùm ba đảo nhỏ cực nam quần đảo Bahamas, đến Florida, thiết lập kỷ lục cho một lần bơi liên tục không sử dụng bộ đồ bơi toàn thân, đến ngày nay vẫn chưa bị phá vỡ. Bà cũng phá một số kỷ lục thế giới như lần bơi vòng quanh Đảo Manhattan (7 giờ 57 phút) trong năm 1975. Năm 1986, Nyad có tên trong Sảnh Vinh danh Phụ nữ Quốc gia. Năm 2003, bà được giới thiệu vào Sảnh Vinh danh Bơi lội Quốc tế.
- 1974: Tháng 6 năm 1974, Nyad lập kỷ lục bơi lội nữ 8 giờ 11 phút trong cuộc thi 22 dặm (35 km) ở vịnh Napoli.
- 1975: Ở tuổi 26, Nyad xuất hiện trên bản tin toàn quốc khi bơi 28 dặm (45 km) vòng quanh Đảo Manhattan (Thành phố New York) chỉ trong 7 giờ 57 phút. Bản tường thuật cho biết Nyad cao "5 feet 6 inches" (1,7m) và nặng 128 pounds (58 kg).[17]
- 1978: Nyad thực hiện lần bơi đầu tiên từ La Habana, Cuba đến Key West, Florida, một năm sau khi lệnh cấm đi lại được gỡ bỏ. Lao mình vào đại dương lúc 2 giờ chiều Chủ nhật ngày 13 tháng 8 tại Bãi tắm Ortegosa 50 dặm (80 km) phía tây La Habana, Nyad bơi gần 42 giờ trong một lồng thép 20 x 40 feet (6 x 12m) để bảo vệ cô khỏi cá mập cho đến khi các bác sĩ yêu cầu ngưng chuyến hành trình vào 7 giờ sáng thứ Ba ngày 15 tháng 8 do gió mạnh và sóng lớn (2,4m) khiến cô bị đập vào vách lồng thép và làm lệch hành trình về hướng Texas. Cô đã bơi được khoảng 76 dặm (122 km) với nhiều lần bị chệch hướng.
- 1979: Trong nỗ lực được xem là lần dự thi cuối cùng vào sinh nhật thứ 30 (21-22 tháng 8 năm 1979), Nyad phá kỷ lục thế giới bơi đường trường (cả nam lẫn nữ) trong môi trường thiên nhiên khi cô vượt khoảng cách 102 dặm (164 km) từ Đảo Bắc Bimini, Bahamas, đến Bãi Juno, Florida mà không có lồng bảo vệ khỏi cá mập. Nhờ hướng gió và dòng chảy thuận lợi cô đạt vận tốc 3.7 dặm (6 km) một giờ và hoàn tất hành trình chỉ trong 27 giờ rưỡi.[18]

Khi tham dự Hội nghị Toàn cầu về Bơi lội Ngoài trời tổ chức tại Thành phố New York từ ngày 17-19 tháng 6 năm 2011, một số chuyên gia bày tỏ niềm tin rằng Nyad không chỉ có sức mạnh thể chất, mà quan trọng hơn, độ bền tinh thần của cô đủ để thực hiện cuộc hành trình từ Cuba đến Florida: những cuộc nghiên cứu trong lĩnh vực sinh lý học thể thao chỉ ra rằng trong các hoạt động thể thao đường trường, ý chí và sự quyết tâm là quan trọng hơn sức mạnh thể chất của tuổi trẻ.

### Từ Cuba đến Florida
Đầu tháng 1 năm 2010, Nyad khởi sự chuẩn bị cho lần bơi từ Cuba tới Florida. Đến ở trên đảo St Maarten thuộc Ca-ri-bê từ tháng 1 đến tháng 6 để hai tuần một lần thực hiện những lần bơi tập luyện kéo dài 8, 10, 12, rồi 14 giờ. Sau bà dời đến Key West để tiếp tục luyện tập. Trong khi chờ đợi điều kiện thời tiết thuận tiện hơn, bà khởi sự thực hiện những lần bơi kéo dài 24 giờ. Ngày 10 tháng 7, bà thuê một thuyền đánh cá dài 335 feet (10,7m) để đưa bà ra 40 dặm ngoài khơi. Lúc 8 giờ 19 phút sáng, Nyad nhảy xuống nước và bơi trở lại Key West, chiếc thuyền theo sau. Lúc 8:19 sáng hôm sau, bà được giúp đưa lên thuyền, 10 dặm cách bờ. Bà cảm thấy "mệt mỏi và mất nước" nhưng vẫn "mạnh mẽ" và "dễ dàng bơi tiếp 20 dặm mà không có vấn đề gì."
Ngày 10 tháng 7 năm 2010, dù đã 60 tuổi, Nyad khởi sự tập luyện bơi ngoài thiên nhiên chuẩn bị cho chuyến hành trình 103 dặm (166 km) kéo dài 60 giờ bơi từ Cuba đến Florida, sự thách thức mà 30 năm trước bà đã không thể vượt qua. Khi được hỏi điều gì đã thúc đẩy bà, Nyad đáp, "Tôi muốn chứng minh cho những người ở tuổi 60 thấy rằng không bao giờ là quá muộn để bắt đầu giấc mơ của mình." Dù đã lập lịch bơi cho tháng 8 và tháng 9 năm 2010, do thời tiết xấu bà phải dời lại cho đến tháng 7 năm 2011.

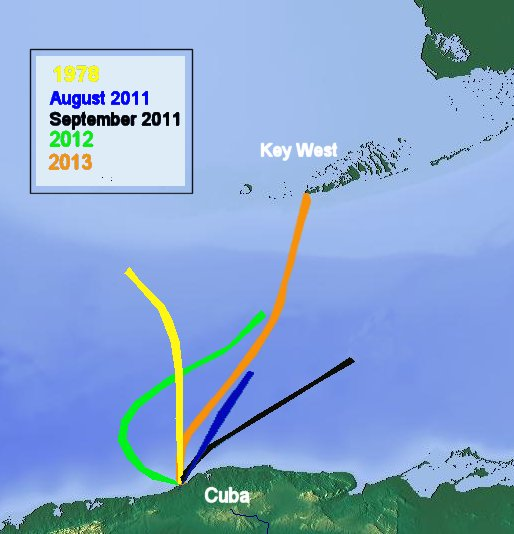
Lộ trình của Diana Nyad bơi từ La Habana đến Key West, kể từ năm 1978

Trong khi luyện tập tại St Maarten, trả lời một cuộc phỏng vấn của cơ quan thông tấn trên đảo, The Daily Herald, ấn hành ngày 25 tháng 3 năm 2011, Nyad nói, "Đây là một kế hoạch lớn, giống như một chiến dịch. Chúng tôi sử dụng khoảng 25 nhân sự, hoa tiêu, quản lý, thủy thủ, dự báo thời tiết, nhân viên y tế, chuyên viên về cá mập. Đó cũng là thời điểm nước nóng dần đến đỉnh điểm. Biển càng nóng càng tốt. Ngay khi được báo điều kiện thời thiết thuận lợi, chúng tôi sẽ rời La Habana. Tôi không biết thời điểm khởi hành chính xác cho đến ngay đêm trước đó…..nó phụ thuộc vào hướng di chuyển của dòng chảy Gulf Stream."
Trả lời phỏng vấn của tờ New York Times từ Key West ngày 18 tháng 7, Nyad ước tính chi phí cho "chiến dịch" của bà là khoảng 500 000 USD.
Sáng Chủ nhật ngày 7 tháng 8 năm 2011, tại một cuộc họp báo ở La Habana, Nyad cho biết sẽ khởi hành từ bến cảng Marina Hemingway. Buổi chiều cùng ngày, lúc 7:45 (giờ miền Đông) bà bắt đầu chuyến hành trình nhắm đến Florida. Một nhóm phóng viên CNN có mặt trên tàu hỗ trợ để tường thuật trực tiếp. Song, đến 12:45 sáng ngày 9 tháng 8, sau 29 giờ bơi, Nyad bỏ cuộc do dòng chảy siết và gió lớn đẩy bà lệch hướng (về hướng đông). Nyad cho biết bà bị đau vai sau ba giờ bơi, nhưng nguyên nhân chính là do cơn hen suyển đột phát. Về sau, bà thuật lại việc hai lần bị sứa độc (box jellyfish) tấn công, lần đầu vào tay trước, lần sau vào cổ, khiến bà bị suy hô hấp và phải chấm dứt cuộc hành trình.

### Điều kiện thể chất
Tháng 6 năm 2011, Nyad dời địa điểm tập luyện của bà từ đảo St Maarten đến Key West, Florida. Những thành viên chính thuộc nhóm hỗ trợ cũng đến trong ngày 28 tháng 6, chờ đợi điều kiện thời thiết lý tưởng chỉ xảy ra vào mùa hè lặng gió trong tháng 7 và tháng 8. Để có thể bơi qua biển trong một hành trình dài như thế, có hai điều kiện thời tiết cần phải hội tụ trong một thời điểm: gió nhẹ (để biển lặng) và nhiệt độ nước ở khoảng 80s °F (high 20s/low 30s °C). Nhiệt độ nước tương đối cao sẽ gây ra hai vấn đề: trong nửa đầu của cuộc hành trình, nước ấm sẽ khiến cơ thể mất nước, trong nửa sau, thân nhiệt sẽ xuống thấp. Nyad nâng thể trọng lên khoảng 150 pound/70 kg (tăng thêm 15 pound/7 kg) dự phòng cho trường hợp bị giảm cân sau một thử thách khắc nghiệt như thế.
Đề phòng trường hợp bị cá mập tấn công, một chuyên viên chèo tay xuồng kayak có trang bị máy điện tử đuổi cá mập, Protective Oceanic Device, hộ tống Nyad.
Để giúp Nyad bơi đúng lộ trình theo một đường thẳng, một thuyền bè đôi tốc độ chậm được thiết kế đặc biệt với một thiết bị dài 10 feet (3m) có gắn phao tiêu: một cây sào dài giữ phao tiêu cách thuyền vài mét, phao tiêu luôn được giữ chìm dưới nước khoảng 5 feet (1,52m), có tác dụng giống vạch đường bơi thường được kẻ dưới đáy hồ bơi, để giúp Nyad bơi đúng hướng. Ban đêm, phao tiêu màu trắng này được thay thế bằng đèn LED màu đỏ. Viết trên blog trong tháng 7 năm 2011, Nyad nói rằng sự phát triển phao tiêu hướng dẫn chìm dưới nước vào đầu mùa hè năm 2011 có thể được xem là sự hỗ trợ quan trọng nhất cho chuyến bơi đường dài của bà. Trong những lần trước, bà phải vất vả quan sát khi bơi theo chiếc xuồng hỗ trợ để khỏi bị chệch hướng. Giữ được chiếc xuồng trong tầm nhìn theo một đường thẳng đang khi bơi trong đại dương với tốc độc chỉ từ 1 đến 2 knot là rất khó khăn. Chiếc thuyền bè đôi của bà được trang bị những động cơ định vị và một chiếc neo biển đặc biệt để giữ thuyền đi đúng hướng.

### Nhóm hỗ trợ
Nyad quy tụ một nhóm 25 nhân sự hỗ trợ bà trong cuộc hành trình. Chịu trách nhiệm chọn ngày khởi hành là một cặp vợ chồng khoa học gia Dane và Jenifer Clark đến từ Annapolis, Maryland. Dane là nhà khí tượng học, còn Jenifer là nhà vệ tinh hải dương học, được công nhận là những chuyên gia về dòng Gulf Stream.
Nhiệm vụ theo dõi và chăm sóc sức khỏe cho Nyad suốt giai đoạn tập luyện và trong chuyến hành trình được giao cho Bác sĩ Michael S. Broder. Vợ chồng Clark phân tích dữ liệu đại dương và thời tiết do vệ tinh thu thập để chọn ra thời hạn ba ngày có sự kết hợp tốt giữa tốc độ gió và nhiệt độ nước ấm nhất.
Nyad viết trên blog rằng nhiệt độ nước tăng dần đến đầu tháng 7 năm 2011, nhưng từ ngày 11 tháng 7 giảm xuống còn 84 °F (29 °C), bà yêu cầu chỉ khởi hành khi nhiệt độ nước từ 86 °F (30 °C) trở lên.

### Lần thứ ba
Tháng 9 năm 2011, Nyad thực hiện lần thứ ba hành trình từ Cuba đến Florida, nhưng lại phải bỏ cuộc do sứa box jellyfish và sứa physalia physalis.
Bà cho biết sẽ thử lần thứ tư vào năm 2012.

### Lần thứ tư
Trong lần thứ tư, Nyad mở một kỷ lục mới khi cố hoàn tất cuộc hành trình dài 103 dặm (166 km) từ La Habana đến Key West mà không có lồng bảo hộ chống cá mập, khởi hành ngày 18 tháng 8 năm 2012. Hành trình chấm dứt vào sáng ngày 21 tháng 8 sau khi Nyad bơi được nửa chặng đường. Trưởng nhóm vận hành của Nyad, Mark Sollinger, nói với CNN, "Suốt đêm Diana bị nhiễm nọc độc sứa, rồi bão và sét làm chúng tôi chệc hướng."

### Lần thứ năm: thành công
Buổi sáng ngày 31 tháng 8 năm 2013, Nyad khởi hành cho lần mạo hiểm thứ năm bơi từ La Habana đến Florida, vượt qua khoảng cách khoảng 110 dặm (177 km), được hộ tống bởi một nhóm hỗ trợ gồm 35 người. Không có lồng bảo hộ chống cá mập, nhưng có mặt nạ silicone chống sứa, bộ đồ bơi toàn thân, găng tay, và giầy.
Khoảng 1:55 (giờ miền Đông) chiều ngày 2 tháng 9 năm 2013, Nyad xuất hiện trên bãi tắm ở Key West sau 53 giờ bơi trong đại dương.
Đứng giữa vòng vây của đám đông đang chào đón mình, Diana Nyad, người đầu tiên hoàn thành chuyến hành trình bơi từ La Habana đến địa điểm cực nam của nước Mỹ mà không cần sự trợ giúp của lồng bảo hộ chống cá mập, thốt lên những lời ngập ngừng qua đôi môi sưng vù, "Đừng bao giờ, đừng bao giờ bỏ cuộc," rồi tiếp, "Chẳng bao giờ là quá già để theo đuổi giấc mơ của bạn."
Về sau, bà thú nhận là đã không lường trước được những khó khăn và đau đớn bà phải gánh chịu trong lần mạo hiểm này, "Gió lớn và dữ dội. Mặt nạ chống sứa khiến tôi bị uống nhiều nước biển... không thể ăn uống được gì. Hầu như trong suốt 53 giờ tôi bị nôn ói liên tục. Không còn chút sức lực nào…"
Sứa Box Jellyfish ở trong số những sinh vật độc hại nhất. Chúng tích cực săn đuổi con mồi và nọc độc của chúng có thể khiến nạn nhân bị tê liệt. Kể từ năm 1950, số người chết vì Box Jellyfish cao hơn số người thiệt mạng vì cá mập. Trong khi có công dụng bảo vệ mặt của Nyad khi bơi, chiếc mặt nạ chống sứa gây không ít khó khăn cho bà, "Rất khó để bơi với nó. Tôi bị uống nhiều nước biển, bị nhiều vết cắt, và bị tổn thương vùng miệng. Tôi phải quyết tâm rất nhiều để tiếp tục bơi, tôi phải vượt qua [đám sứa]. Đây là lãnh thổ của chúng, và tôi phải vượt qua. Thật vô cùng khó khăn."
Ngoài ra, Nyad còn phải chịu đựng cảm giác cô đơn trong cuộc thử thách kéo dài 53 giờ, bà gọi đó là "một trải nghiệm của sự đơn độc cùng cực mặc dù có đến 35 người chung quanh tôi."
Tổng thống Barack Obama và cựu Ngoại trưởng Hoa Kỳ Hillary Clinton chúc mừng Nyad trên Twitter.
Trước đó, trong năm 2012, một phụ nữ người Úc 49 tuổi, Penny Palfrey, sau khi vượt qua 79 dặm (121 km) không có lồng bảo hộ chống cá mập, đã phải dừng lại vì dòng chảy mạnh. Đến tháng 6 năm 2013, một phụ nữ Úc khác, Cloe McCardel, 28 tuổi, sau khi bơi 14 dặm (22,5 km) không có lồng chống cá mập trong 11 giờ cũng phải bỏ cuộc vì nọc độc của sứa.